# Boro (rapper)
Boro, in precedenza Boro Boro, pseudonimo di Federico Orecchia (Torino, 30 maggio 1996), è un rapper italiano.

## Biografia
Dopo aver pubblicato i propri freestyle su YouTube, nel 2017 pubblica il primo singolo Rapper gamberetti con lo pseudonimo Boro Boro.
Il 21 settembre 2018 ha pubblicato il singolo Money Rain, certificato disco d'oro con oltre 25.000 unità vendute a livello nazionale, che ha visto la collaborazione del rapper Younggucci. Sempre nel 2018 ha partecipato alla dodicesima edizione del talent show X Factor, venendo tuttavia eliminato nella fase dei bootcamp, dove ha presentato il suo terzo singolo intitolato Trapper.
Il 6 giugno 2019 ha pubblicato il singolo Lento, con la partecipazione del rapper MamboLosco e la produzione di Don Joe, certificato doppio disco di platino . Il 10 aprile 2020 ha pubblicato il singolo Nena con Geolier, prodotto da Andry the Hitmaker. Il 3 luglio 2020 è uscito il suo primo album in studio intitolato Caldo, inciso assieme a MamboLosco, che ha debuttato al 4º posto nella Classifica FIMI Album.
Il 17 marzo 2022 è tornato sulle scene musicali con il singolo Nena 2, a cui ha fatto seguito il 27 maggio 2022 il singolo El Amor, con la partecipazione dei rapper VillaBanks e Fred De Palma. Nel corso del 2023 cambia il suo pseudonimo in Boro.
Il 22 settembre 2023 ha pubblicato il singolo Cadillac in collaborazione con il rapper Artie 5ive, certificato doppio disco di platino. Il 18 gennaio 2024 ha pubblicato il suo secondo album intitolato Bendicion. Il 7 giugno ha pubblicato il singolo SOS con la partecipazione del rapper Don Pero. Fuori dall'ambito musicale, nel 2023 inoltre è diventato presidente della Furia Roja, squadra della Goat League.

## Discografia
- 2020 – Caldo (con MamboLosco)
- 2024 – Bendicion